# Metropolitan Borough of Rochdale
Rochdale ist ein Metropolitan Borough im Metropolitan County Greater Manchester in England. Verwaltungssitz ist die gleichnamige Stadt Rochdale, in der knapp die Hälfte der Bevölkerung lebt. Weitere bedeutende Orte im Bezirk sind Heywood, Littleborough (Greater Manchester), Middleton, Milnrow und Wardle.
Die Reorganisation der Grenzen und der Kompetenzen der lokalen Behörden führte 1974 zur Bildung des Metropolitan Borough. Fusioniert wurden dabei der County Borough Rochdale, die Municipal Boroughs Heywood und Middleton sowie die Urban Districts Castleton, Littleborough, Milnrow und Wardle. Diese Gebietskörperschaften gehörten zuvor zur Grafschaft Lancashire.
1986 wurde Rochdale faktisch eine Unitary Authority, als die Zentralregierung die übergeordnete Verwaltung von Greater Manchester auflöste. Rochdale blieb für zeremonielle Zwecke Teil von Greater Manchester, wie auch für einzelne übergeordnete Aufgaben wie Polizei, Feuerwehr und öffentlicher Verkehr.

## Städtepartnerschaften
Rochdale unterhält Städtepartnerschaften mit Bielefeld (seit 1953), Tourcoing (Frankreich, seit 1956), Sahiwal (Pakistan, seit 1988) und Lemberg (Ukraine, seit 1992).